# Leopoldo Gasparotto

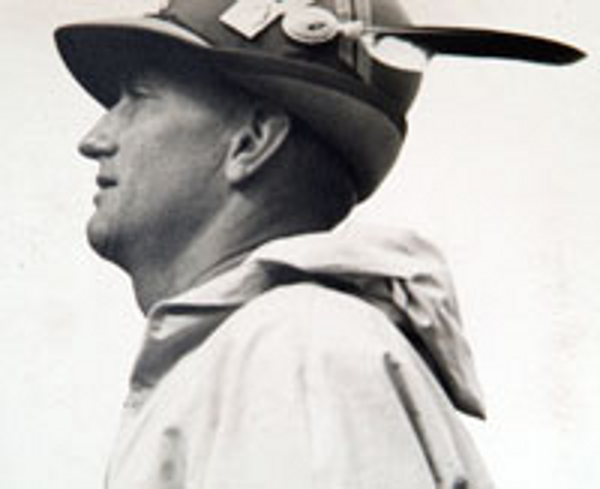
Leopoldo Gasparotto bei den Alpini

Leopoldo Gasparotto (* 30. Dezember 1902 in Mailand; † 21. Juni 1944 im Durchgangslager Fossoli; genannt Poldo) war ein italienischer Politiker, Antifaschist und Märtyrer des Widerstandes. Als Bergsteiger und Entdecker unternahm er Erstanstiege in den Alpen sowie auf Auslandsbergfahrten im Kaukasus und in Grönland. Als rechter Arm von Ferruccio Parri (dem späteren Ministerpräsidenten und Senator auf Lebenszeit) im Partito d’Azione (Pd’A = Aktionspartei, die von Juli 1942 bis 1946 bestand) half er bei der Gründung der ersten lombardischen Formationen der Giustizia e Libertà (Recht und Freiheit). Anschließend wirkte er als Kommandeur (Partisanenführer) dieser Einheit der Resistenza. Im Dezember 1943 wurde er verhaftet, gefoltert und in das Konzentrationslager Fossoli (bei Carpi) gebracht, wo ihn die deutschen Nationalsozialisten am 21. Juni 1944 umbrachten. Er erhielt posthum die Tapferkeitsmedaille in Gold.

## Leben

### Herkunft
Der Sohn von Luigi Gasparotto und Maria Biglia stammte aus einer demokratisch orientierten Familie. Sein Vater war vor dem 1922 an die Macht gekommenen italienischen Faschismus Abgeordneter und Minister sowie nach dem Zweiten Weltkrieg einer der Gründer der Partito Democratico del Lavoro (Demokratische Partei der Arbeit), italienischer Verteidigungsminister, Mitglied der verfassungsgebenden Versammlung der italienischen Republik und Senator.

### Studium
Leopoldo Gasparotto legte sein klassisches Abitur am Liceo Berchet in Mailand ab und war im Studienjahr 1921/1922 an der Università Commerciale Bocconi eingeschrieben. Es schloss sich ein Studium der Rechtswissenschaften an der Università degli Studi di Milano an, das er im Juni 1926 mit einer Diplomarbeit über den unlauteren Wettbewerb in der industriellen Gesellschaft abschloss.
Allerdings war Gasparottos entschiedene antifaschistische Überzeugung bekannt. Nachdem bereits die Studentenvertretung an der Universität durch die GUF (faschistische Gruppe der Universität) und die Mailänder Standesorganisation durch die faschistische Gewerkschaft, die den größten Anteil der praktizierenden Rechtsanwälte hinter sich hatte, von den Faschisten beherrscht wurde, war es Gasparotto nicht möglich, sich als selbständiger Rechtsanwalts niederzulassen.
Er arbeitete deshalb in der Kanzlei seines Vaters – einem Strafverteidiger – in der via Donizetti, dem Wohnsitz der Familie bis 1935, als Zivilrechtler. Der Vater konnte sich für die extremen sportlichen Aktivitäten seines Sohnes nicht erwärmen. Er empfand sie als unpassend und dem gewählten Juristenberuf nicht förderlich.

### Militär und Antifaschismus
Gasparotto leistete seinen Militärdienst im Rang eines Leutnants der Reserve der Gebirgsartillerie. Der leidenschaftliche Bergsteiger und profunde Bergkenner wurde Ausbilder an der Gebirgstruppenschule der Alpini in Aosta. Dort befand er sich inmitten der italienischen Bergsteiger- und Skifahrerelite der 1930er und 1940er Jahre: Giusto Gervasutti, Renato Chabod, Emilio Comici, Jean Pelissier, Carletto Negri, Emanuele Andreis, Luigi Perenni sowie der Unteroffizier Ugo Tizzoni (1938 erste Direktbegehung zur Pointe Walker über den Walkerpfeilers der Grandes Jorasses mit Riccardo Cassin und G. Esposito).
Trotz antifaschistischer Einstellung war Gasparotto kein Mitglied organisierter Widerstandsgruppen. Er pflegte jedoch in diesen Jahren bis zum Eintritt in die Resistenza verstärkt Verbindung zu gleichgesinnten Antifaschisten und Aktiven, darunter auch zu General Luigi Masini. 1935 heiratete er Leila Colombo, innerhalb der Widerstandsbewegung Adele genannt, die seine politische Einstellung teilte und ihn bei seiner konspirativen Tätigkeit unterstützte. Sie wohnten mit seinem Vater im selben Haus in der Via Melegari.

### Bergsteigen
Wegen seiner bergsteigerischen Leistungen ernannte man Leopoldo Gasparotto zum Mitglied des Club Alpino Accademico Italiano.
Gasparotto machte sich durch Erstlingsrouten in den Lombardischen Alpen einen Namen; mehrere anspruchsvolle Routen – unter anderem ein Anstieg auf den Monte Rosa oder die Fissura Gasparotto auf die Piramide Casati in der Grigna-Gruppe – wurden ihm gewidmet.
Im August 1928 unternahm er mit dem himalayaerfahrenen Alberto Rand Herron und Piero Zanetti und den Führern Armand Charlet und Evariste Croux den ersten ernsthaften Versuch, die Nordwand des Walkerpfeilers in den Grandes Jorasses zu bezwingen. Die Seilschaft kam aber über den ersten Hauptblock nicht hinaus und musste wegen nicht ausreichender Ausrüstung (fehlende Steigeisen) umkehren.
1929 gelang Gasparotto im Kaukasus gemeinsam mit dem Österreicher Hugo Tomaschek die erste Skibesteigung des Elbrus. Ein Gipfel des Elbrusmassivs ist nach ihm benannt.
Im August 1933 bestieg er als Erster im Alleingang mit der Brenvaflanke in der Montblanc-Gruppe eine der höchsten Fels- und Eiswände der Alpen (Erstbesteiger im Juli 1865: Adolphus Warburton Moore, George Spencer Mathews, Frank Walker, Horace Walker mit den Führern Jakob und Melchior Anderegg).
Im Jahre 1934 nahm er als Entdecker und Bergsteiger an der Bonzi-Gasparotto-Grönlandexpedition teil. Dabei besuchten Bonzi, Gasparotto, Figari, Martinoni, Sommi die Südküste des Scoresbysunds und besteigen vier Gipfel von 1700 bis 1900 m und gaben ihnen italienische Namen. Der höchste Gipfel der Watkinsberge blieb unerreichbar.

Bergfahrten
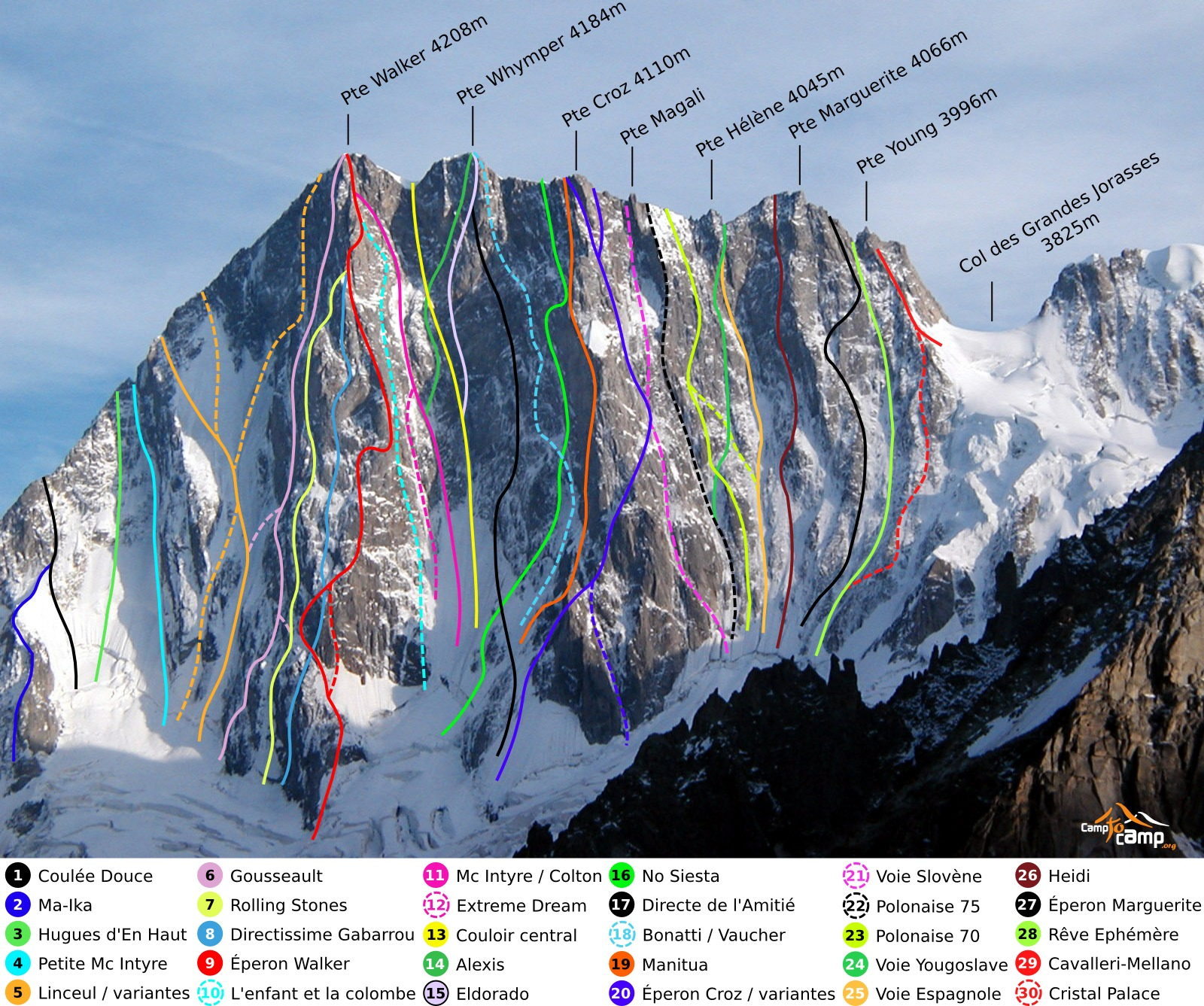
Grandes Jorasses mit Walkerpfeiler von Norden
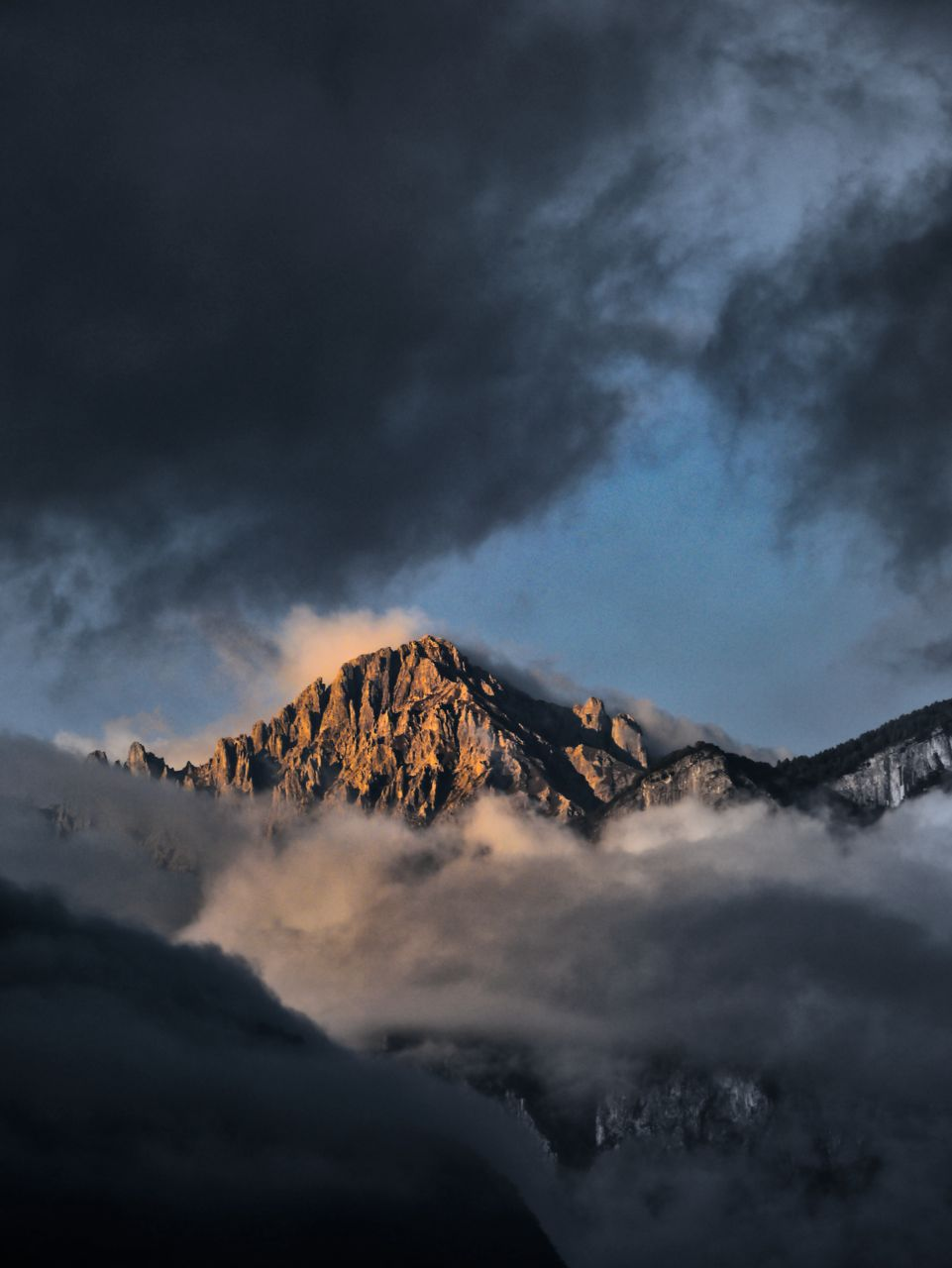
Die Grigna in den Bergamasker Alpen
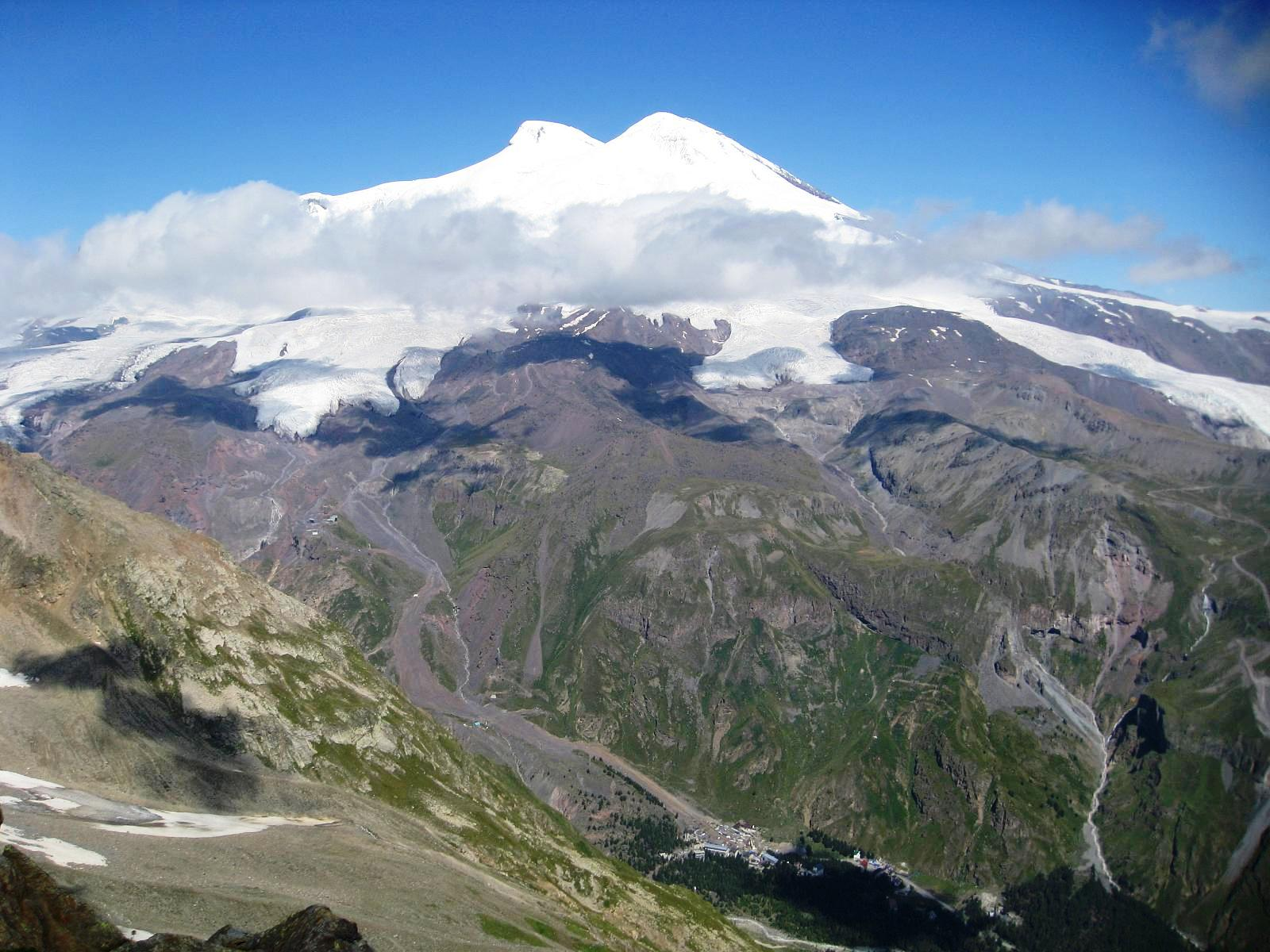
Doppelgipfel des Elbrus 5643 m, darunter das Baksan-Tal mit dem Ort Terskol
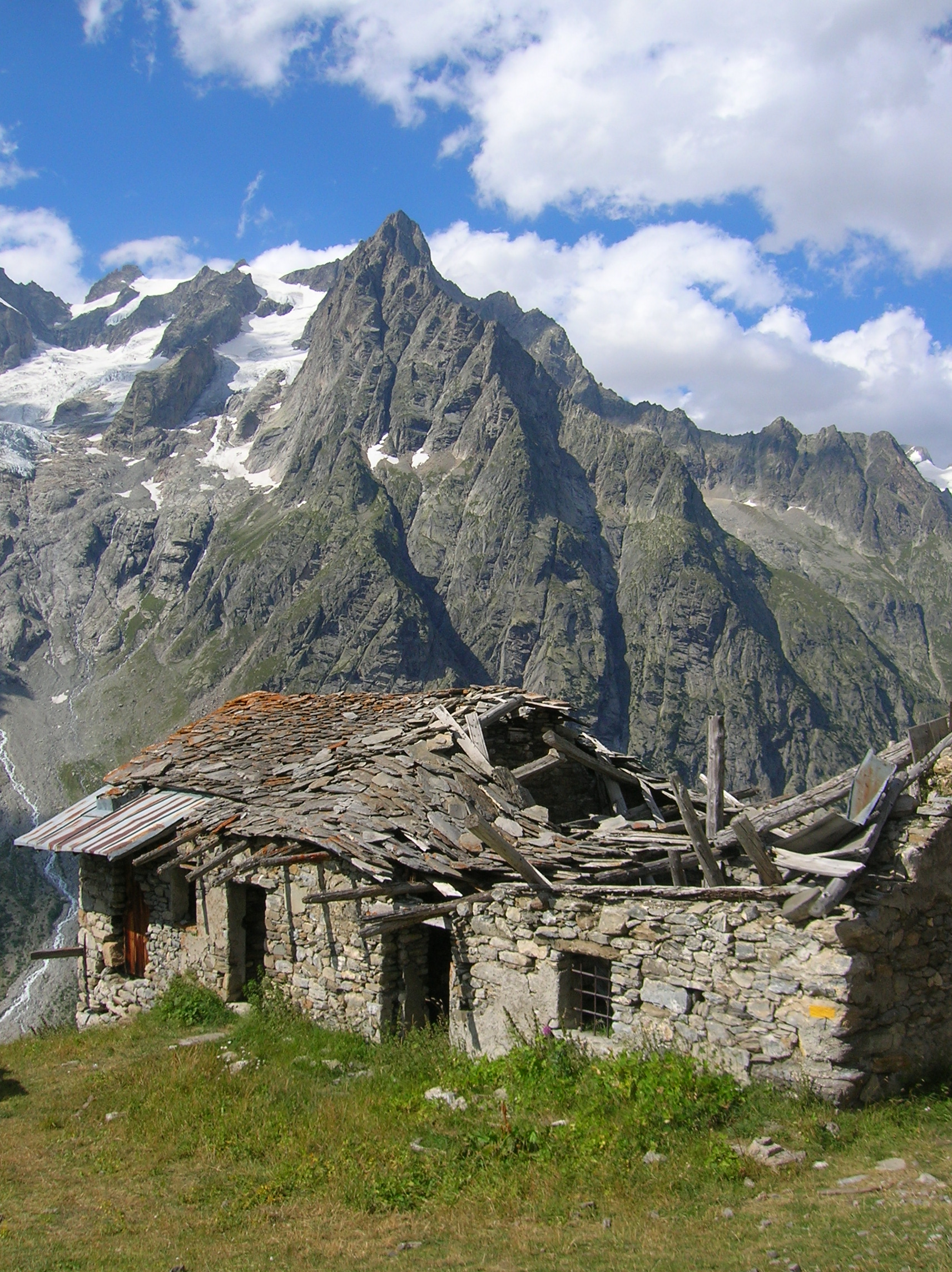
Brenvaflanke im (Montblanc-Massiv) von Süden
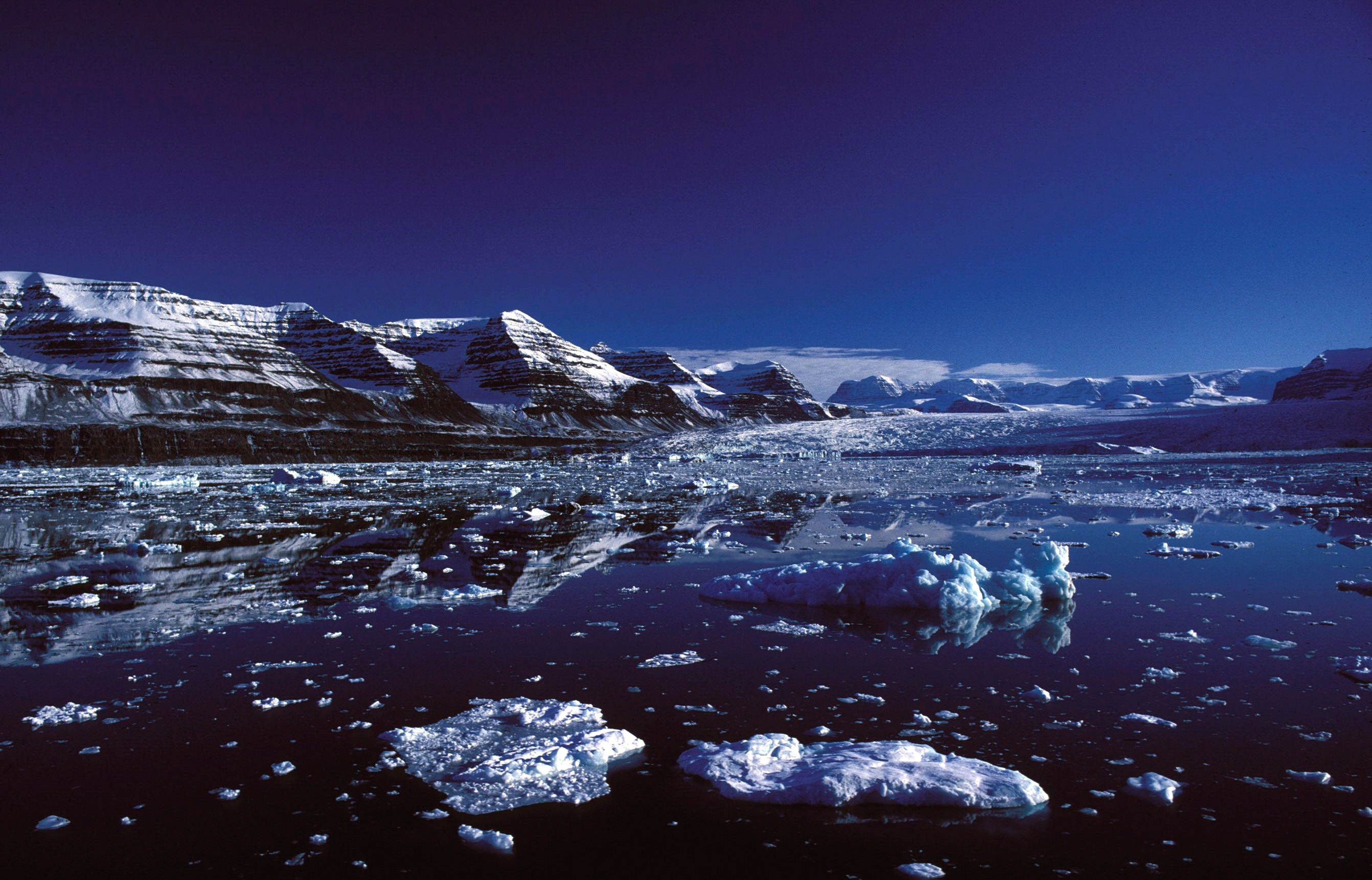
Scoresbysund - längstes Fjordsystem der Welt

### Guardia Nazionale
Nach der Landung und Eroberung Siziliens im Juli und August 1943 waren durch die Alliierten wurde Benito Mussolini unter dem Eindruck des sich abzeichnenden Misserfolges am 25. Juli abgesetzt. Die neue Regierung Badoglio unterzeichnete am 8. September 1943 mit dem Waffenstillstand von Cassibile und das damalige Königreich Italien trat aus dem deutschen Bündnissystem aus. Einheiten von Wehrmacht und Waffen-SS besetzten Nord- und Mittelitalien, befreiten den gefangen gesetzten Mussolini am Gran Sasso und setzten ihn am 23. September 1943 als Chef der Repubblica Sociale Italiana (oder Repubblica di Salò) am Gardasee ein. Zusammen mit den italienischen Truppen Mussolinis bekämpften sie den sich organisierenden Widerstand in Italien, die Partisanen der Resistenza, mit härtesten Mitteln. Etwa 600.000 Mann der regulären italienischen Armee wurden als Militärinternierte zur Zwangsarbeit nach Deutschland gebracht.
Gasparotto ging in den Untergrund und unterstützte in dem guten Monat zwischen der Absetzung Mussolinis und dem Waffenstillstand von Cassibile aktiv die Organisation der Antifaschisten und Aktivisten. Viele junge Menschen hatte der politische Umsturz für weitergehende Aktivitäten in dem noch nicht befreiten Teil Italiens begeistert, unter ihnen den damals 18-jährigen Alfa-Romeo-Arbeiter Giulio "Nino" Seniga, den eine erste betriebsinterne Befreiungskommission Alfa Romeo und Isotta Fraschini zum jüngsten Anführer wählte.
Gasparotto verfolgte vor allem die Idee einer „Guardia Nazionale“ (Nationalgarde), die sich den eindringenden deutschen Truppen entgegenstellen sollte. An der Seite des später nach Deutschland deportierten und umgekommenen „Alberto Martinelli“ bemühte er sich von der Familienvilla in Varese und von der Garage des durch Bombardierung zerstörten alten Hauses und Studios in Mailand aus, diese paramilitärische Einheit aufzustellen.
Die Operation scheiterte, nachdem sich der Kommandeur des Mailander Militärbezirks General Ruggeri am 8. September 1943 weigerte, Waffen freizugeben und sich an der Verteidigung der Stadt gegen die deutschen Truppen zu beteiligen. Inzwischen hatten die Deutschen bereits den Flughafen Porta Romana besetzt. Seniga eilte in das Alpha-Werk und konnte mit Hilfe von etwa hundert Arbeitern den Werkschutz mit einigen Lastwagen und Gewehren ausstatten. Seiner Verhaftung durch die noch herrschenden mussolinitreuen Kräfte entging er letzten Endes durch Flucht und Aufgabe der ursprünglichen Ziele.
Gasparotto brachte seine Familie heimlich in Sicherheit. Am 12. September begleitete er seine schwangere Frau und seinen Sohn an die Schweizer Grenze und brachte in den folgenden Tagen mit seinen Gefolgsleuten seinen Vater ins Ausland. Er tauchte dann endgültig in den Untergrund ab. Der zweite Sohn Giuliano kam 1944 im Exil in Lugano auf die Welt, drei Monate vor der Ermordung Leopoldo Gasparottos.

### Brigate Giustizia e Libertà

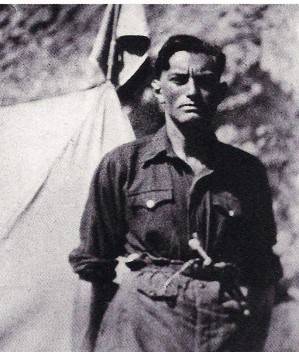
Gasparotto als Brigadeführer in der Resistenza, September bis Dezember 1943

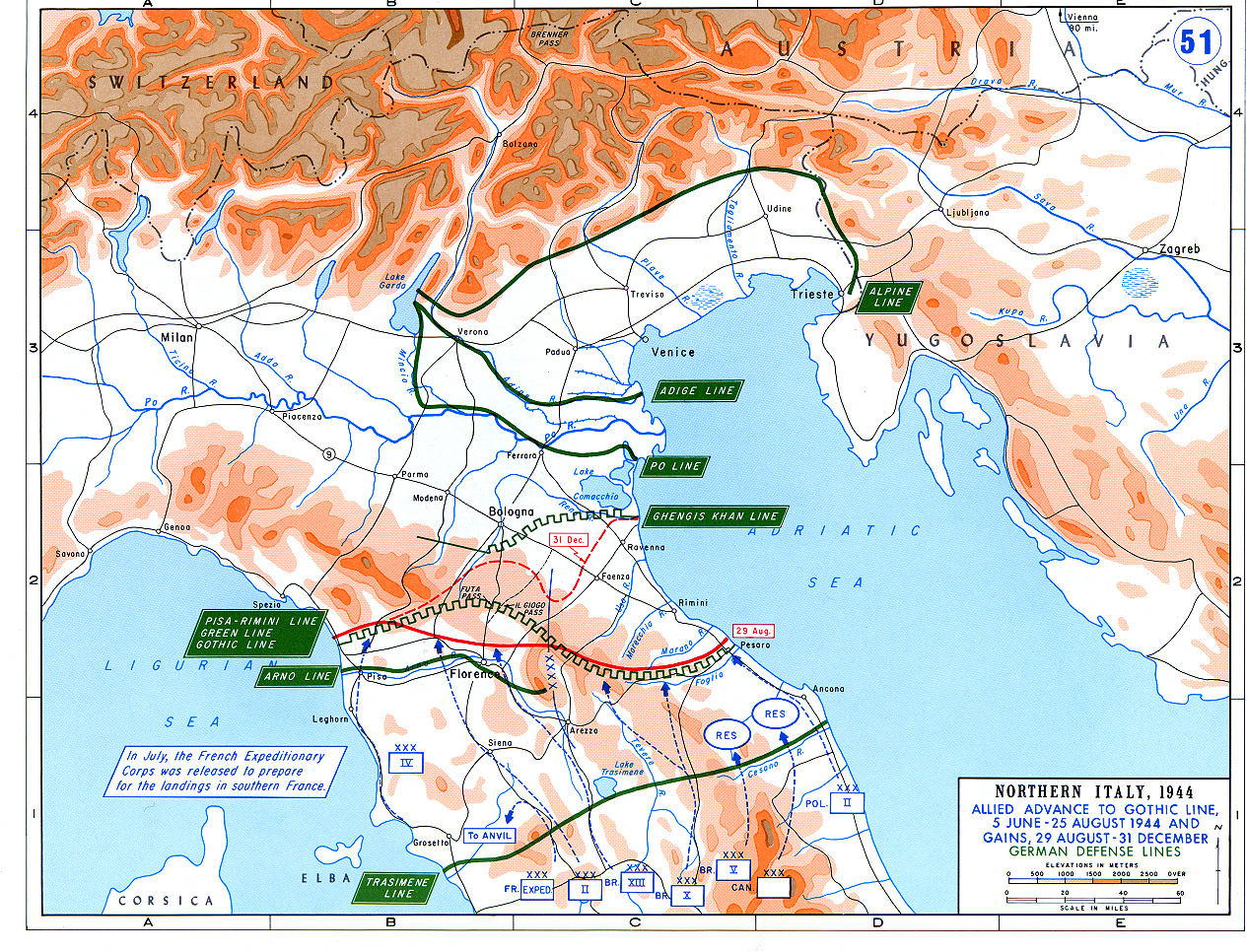
Gotenstellung und alliierte Gewinne bis Dezember 1944

Leopoldo kehrte in die Lombardei zurück und übernahm dort für die Partito d’Azione PDA das erste militärische Kommando über die Partisanenbrigade Giustizia e Libertà (Gerechtigkeit und Freiheit), eine Rolle die nach seiner Gefangennahme Leo Valiani übernahm. Gasparotto hatte mit dem Anwalt Barni und dem Notar Virginio Neri ein informelles Netzwerk aufgebaut, das die Bewegungen und Positionen der nach dem 25. Juli nach Italien einmarschierten deutschen Truppen verfolgte. Nach dem 8. September gelang es sogar, die deutschen Verteidigungspläne der Gotenstellung in Besitz bringen.
Nach dem Aufbau logistischer Infrastruktur für den Einsatz der Brigaden in der Gegend von Pian del Tivano ging Leopoldo Gasparotto ins Val Brembana und Val Codera im oberen Lago di Como-Gebiet (einschließlich Colico und Chiavenna), um die Kräfte der italienischen Widerstandsbewegung zu organisieren. Durch seine Aktivitäten zum Aufbau der Partisanengruppen in den lombardischen Bergen, die Organisation der Lieferungen und des Verstecks von Lebensmitteln und Waffen und die ständigen Aufenthaltswechsel in der Region geriet er in den Fokus der von der deutschen Besatzungsmacht gestützten faschistischen Ordnungskräfte. Die regelmäßig in Mailand, zuletzt im Justizpalast, zu offen und leichtfertig abgehaltenen Treffen könnten die Gelegenheit seiner Verhaftung an der Piazza Castello in Mailand am Nachmittag des 11. Dezember 1943 gegeben haben.  Andere Quellen halten Verrat für wahrscheinlich; möglicherweise spielte beides eine Rolle.
Die Sicherungskräfte brachten Gasparott unter dem Vorwurf Hochverrat ins Mailänder San-Vittore-Gefängnis und folterten ihn mehrfach vergeblich. Gasparotto verriet nichts über die Organisation der italienischen Widerstandsbewegung.

„Gaetano De Martino beschreibt in seinem „Dal Carcere di San Vittore ai lager tedeschi“ („Vom Gefängnis von San Vittore ins deutsche Lager“) die Ankunft Gasparottos im Gefängnis:
Anfang Dezember kam eine außergewöhnliche Personengruppe an: in der Nähe des Mailänder Schlosses Castello Sforzesco war ein Dutzend Partisanen verhaftet worden, fast alles Führungskräfte. An diesem Tag sah ich auf dem Gang die große Gestalt von Freund Poldo Gasparotto in seine Zelle zurückkehren, sein Mantel voller Blut von den Kopfverletzungen, die vom Auspeitschen herrührten. Ich konnte mich ihm nähern und ein paar Worte mit ihm wechseln, konnte ihm auch ein wenig Essen zustecken. Er war ruhig und sprach mit leichtem Lächeln. Keine Klage über das, was geschehen war, und nur ein vage Erwähnung der Koffer, von denen er befürchtete, dass sie beschlagnahmt worden waren (die drei Koffer enthielten tatsächlich die Pläne der Gotenstellung.“

### Lager Fossoli

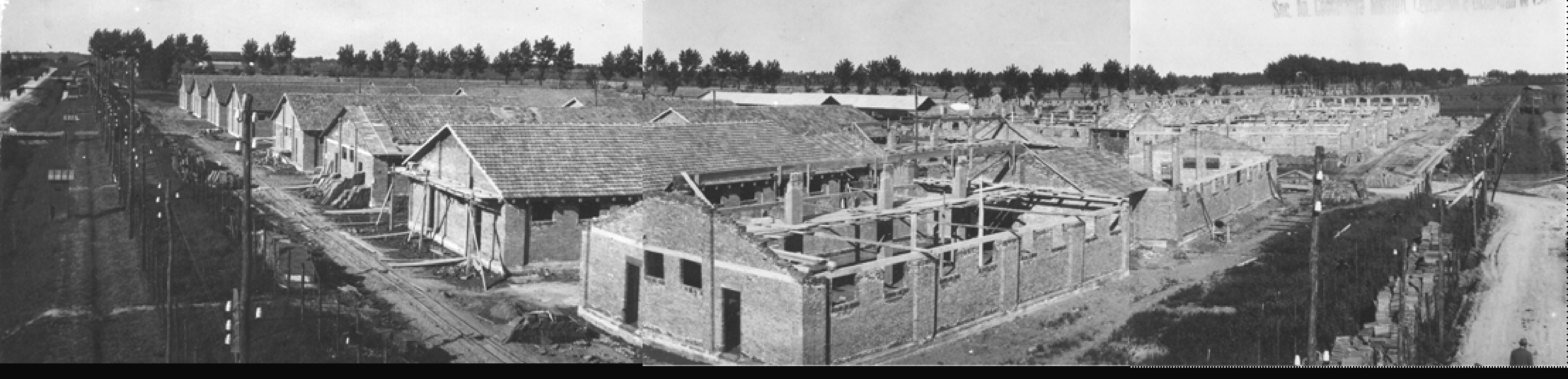
Campo di Fossoli

Aus dem Mailänder Gefängnis kam Gasparotto für kurze Zeit nach Verona, wo ihn die SS verhörte und folterte. Am 27. April brachte man ihn mit seinen Gefährten ins KZ Fossoli und folterte ihn erneut. Er verriet aber weiterhin keine Informationen, weder über seine eigenen Partisanenaktivitäten noch die seiner Kameraden.
Ein in Bellinzona lebender Schweizer Freund stellte auf einer Bank in Lugano eine größere Geldsumme bereit, um die Wachleute des Lagers zu bestechen und damit Gasparottos Flucht zu ermöglichen. Aber als der Kontaktmann mit ihm sprach, sagte Gasparotto, dass man das Lager Fossoli nicht dank durch Geld bestochenem Personal verlassen könne, sondern ausschließlich dank eigener Fähigkeiten und zusammen mit Gefährten. Der Kontaktmann wurde später identifiziert und verhaftet.
Leopoldo Gasparotto begann, die Flucht von Häftlingen aus dem Konzentrationslager zu organisieren. Michael Vaina erwähnt in seinem Werk Il crollo di un regime (Der Sturz eines Regimes), dass es Gasparotto trotz der strengen Kontrollen durch die Wachmannschaft gelang, die Verbindungen mit den emilianischen Partisanen aufrechtzuerhalten. So konnte er nicht nur frühzeitig gewarnt und von sich ändernden Gegebenheiten informiert werden, einer Voraussetzung zur Organisation der Massenflucht. Die Gegenseite erhielt jedoch Kenntnis von einem geplanten Ausbruch und begann, gezielt nach den Organisatoren zu fahnden.
Bereits Anfang 1944 diente das Lager Fossoli als Sammellager für politische Gefangene, die in die Konzentrationslager Auschwitz, Bergen-Belsen, Ravensbrück, Buchenwald und Mauthausen gebracht werden sollten. Die ersten Transporte in Richtung Todeslager begannen im Februar des gleichen Jahres. Diese Situation zwang den Partisanenführer, seine Pläne für die Massenflucht zu verkürzen. Zu diesem kollektiven Ausbruch kam es dann nicht mehr: Am 21. Juni 1944 am Vortag eines angekündigten Transfers nach Deutschland wurde Leopoldo Gasparotto zusammen mit anderen Gefangenen umgebracht.

### Ende
Eine auf Befehl des Gestapo-Chefs von Verona, SS-Sturmbannführer Friedrich Kranebitter, eingetroffene SS-Einheit holte Gasparotto kurz nach 13 Uhr aus dem Lager. Der Gefangene spielte seinem Freund Ferdinando Brenna gerade noch rechtzeitig ein dünnes versteckt geführtes Notizbuch zu. Nachdem sein kostbares Tagebuch gerettet war, wurde Leopoldo gefesselt auf ein Auto geladen, das mit hoher Geschwindigkeit in der sommerlichen Hitze wegfuhr, gefolgt von einem SS-Mann auf einem Motorrad. Nach wenigen Kilometern hielt das Auto an und Gasparotto wurde auf einem Feldweg losgelassen und mit einer Maschinengewehrgarbe in den Rücken niedergestreckt (übliche Angabe der Todesursache: Auf der Flucht erschossen). Er war nur 42 Jahre alt geworden.
Zwei Wochen später am 12. Juli veranstalteten die Nazi-Faschisten, wiederum auf Befehl Kranebitters, das sogenannte Massaker von Cibeno, bei dem sie weitere siebenundsechzig Lagergefangene mit Kopfschüssen hinrichteten. Die Gefangenen Mario Fasoli und Eugenio Jemina konnten damals fliehen. Nach ihren Aussagen war es möglich, die Geschehnisse in jenen tragischen Tagen und die Rolle, die der Partisanenführer dabei spielte, zu rekonstruieren.

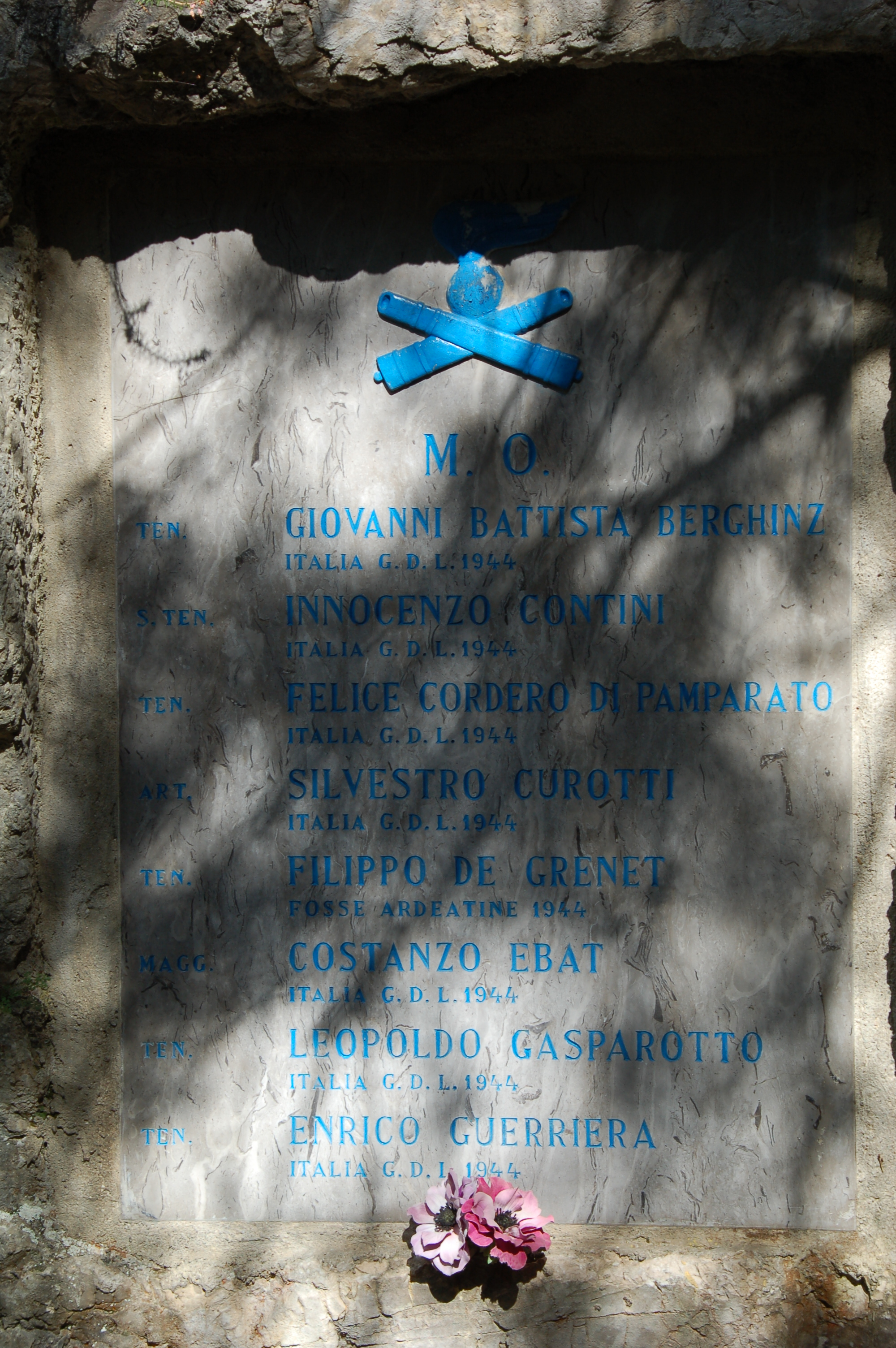
Einer von vielen Gedenksteinen

## Ehrungen
Die Leopoldo Gasparotto posthum nach der Befreiung Italiens verliehene Tapferkeitsmedaille in Gold ist mit folgendem Widmungstext verbunden:
"Der langjährige Gegner des faschistischen Regimes (schon vor dem Waffenstillstand vom 8. September 1943) organisierte er die Partisanenbewegung in der Lombardei. Der später zum Kommandeur der militärischen lombardischen Formation (Brigade) "Giustizia e Libertà" ("Gerechtigkeit und Freiheit") ernannte, zeigte als Beispiel für alle, in den schwierigsten Momenten des Kampfes Kaltblütigkeit und Besonnenheit. Durch Verrat in einen Hinterhalt gefallen, ertrug er im San Vittore Gefängnis mit großer Leidenskraft die grausamsten Qualen und ließ sich keine Informationen entreißen. Ins Konzentrationslager Fossoli verbracht, um nach Deutschland abgeschoben werden, kämpfte er unerschrocken weiter und versuchte, die Flucht und einen Angriff auf eine deutsche Dolmetscherin zu organisieren, um die Gefangenen vor einem langsamen Tod in der Kälte zu retten. Seiner ehrenvollen Tat verdächtigt und vom Nazismus grausam ermordet."
Neben einer Grundschule am Ort des Lagers Fossoli (Carpi in der Provinz Modena) ist in Oberitalien eine große Zahl von Straßen in verschiedenen Orten Gasparotto zu Ehren benannt.
Die Schüler des Liceo Berchet in Mailand, an dem er studierte, gestalten und betreiben eine Internetseite unter seinem Namen.

## Veröffentlichungen
- Leopoldo Gasparotto: Su Monti e su colli ignoti nel Caucaso centrale. In: Revista del Club Alpino Italiano. 49, 1930, S. 134–149.

Der Autor von zahlreichen bebilderten Berichten über Bergsteigen, Klettern und Expeditionen führte auch ein Tagebuch über seine Erfahrung der Gefangenschaft:
- Leopoldo Gasparotto: Diario di Fossoli. Bollati Boringhieri, 2007.